# Adipogênese

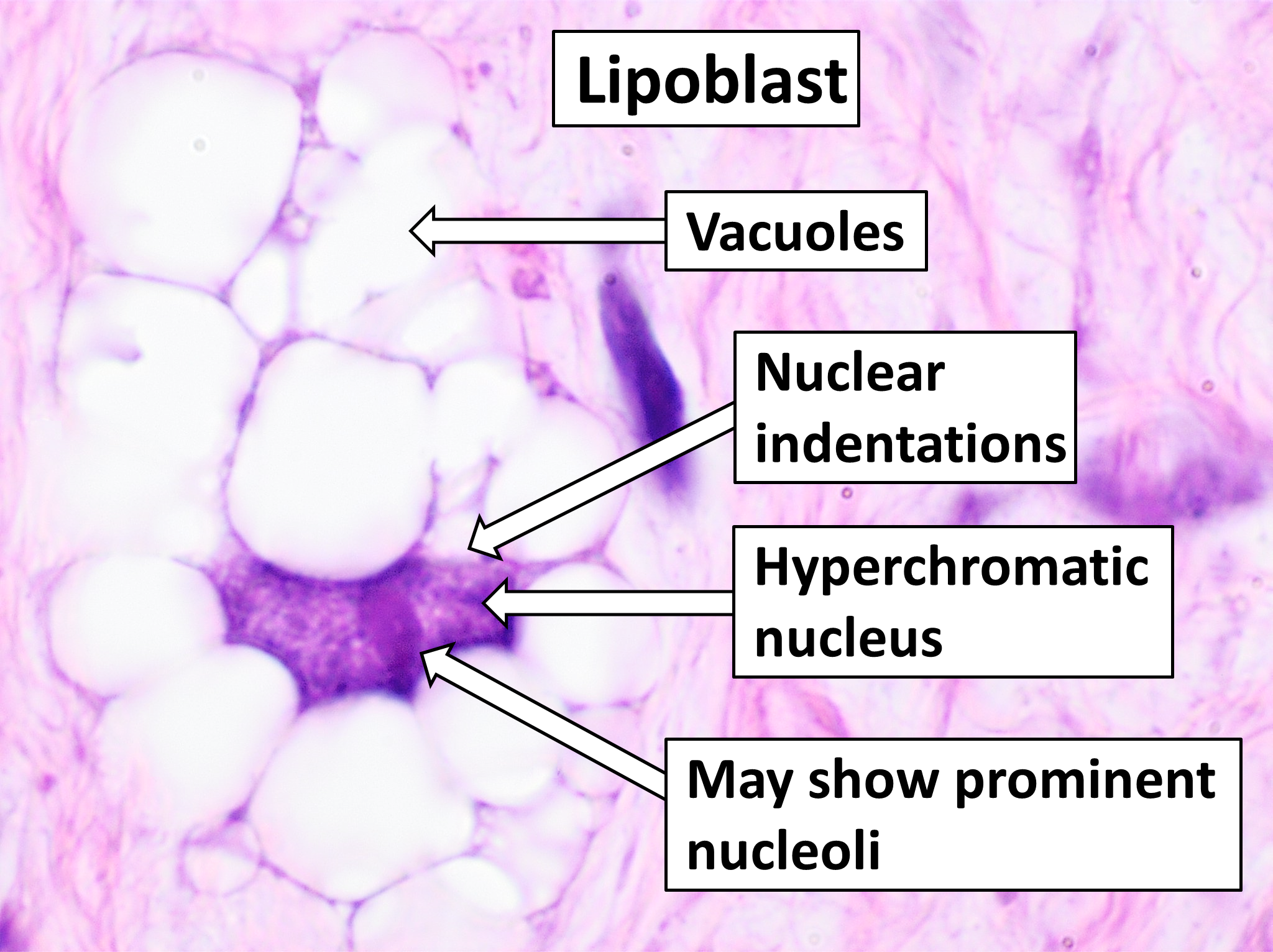
Características histológicas de um lipoblasto, também conhecido como célula precursora de adipócito ou pré-adipócito.

A adipogênese é a formação de adipócitos (células de gordura) a partir de células-tronco. Envolve duas fases: determinação e diferenciação terminal. A determinação é que as células-tronco mesenquimais se comprometem com as células precursoras dos adipócitos, também conhecidas como lipoblastos ou pré-adipócitos, que perdem o potencial de se diferenciar em outros tipos de células, como condrócitos, miócitos e osteoblastos. A diferenciação terminal ocorre quando os pré-adipócitos se diferenciam em adipócitos maduros. Os adipócitos podem surgir de pré-adipócitos residentes no tecido adiposo ou de células progenitoras derivadas da medula óssea que migram para o tecido adiposo.

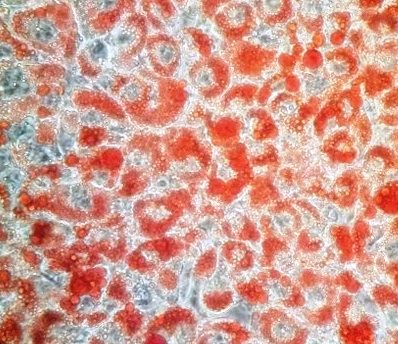
Adipócitos diferenciados corados com Oil Red O

Os adipócitos desempenham um papel vital na homeostase energética e processam a maior reserva de energia como triglicerol no corpo dos animais. Os adipócitos permanecem em um estado dinâmico, eles começam a se expandir quando a ingestão energética é maior que o gasto e sofrem mobilização quando o gasto energético excede a ingestão. Esse processo é altamente regulado por hormônios contrarreguladores aos quais essas células são muito sensíveis. O hormônio insulina promove a expansão, enquanto os contra-hormônios epinefrina, glucagon e ACTH promovem a mobilização. A adipogênese é um processo de diferenciação celular rigorosamente regulado, no qual células-tronco mesenquimais se transformam em pré-adipócitos e os pré-adipócitos se diferenciam em adipócitos. A diferenciação celular é uma mudança nos padrões de expressão genética que altera a expressão genética multipotente para a expressão genética específica do tipo de célula. Portanto, fatores de transcrição são cruciais para a adipogênese. Fatores de transcrição, receptor ativado por proliferador de peroxis γ (PPARγ) e proteínas de ligação ao intensifcador CCAAT (C/EBPs) são os principais reguladores da adipogênese. Comparando com células de outras linhagens, a diferenciação in vitro de células de gordura é autêntica e recapitula a maioria das características da diferenciação in vivo. As principais características dos adipócitos diferenciados são parada do crescimento, alteração morfológica, alta expressão de genes lipogênicos e produção de adipocinas como adiponectina, leptina, resistina (no camundongo, não em humanos) e TNF-alfa.

## Diferenciação
Estudos in vitro sobre diferenciação utilizaram a linhagem de pré-adipócitos pré-comprometidos, como as linhas celulares 3T3-L1 e 3T3-F442A, ou pré-adipócitos isolados da fração estromal-vascular do tecido adiposo branco. A diferenciação in vitro é um processo altamente ordenado. Em primeiro lugar, os pré-adipócitos em proliferação interrompem o crescimento, geralmente por inibição de contato. A parada do crescimento foi seguida pelos primeiros eventos, incluindo uma mudança morfológica do pré-adipócito do formato de fibroblasto para o formato redondo e a indução dos fatores de transcrição C/EBPβ e C/EBPδ. A segunda fase da parada do crescimento é a expressão de dois fatores-chave de transcrição, PPARγ e C/EBPα, que promovem a expressão de genes que conferem as características de adipócitos maduros. Esses genes incluem proteína de adipócitos (aP2), receptor de insulina, glicerofosfato desidrogenase, sintase de ácidos graxos, acetil CoA carboxilase, transportador de glicose tipo 4 (Glut 4) e assim por diante. Por meio desse processo, gotículas lipídicas se acumulam no adipócito. Entretanto, as linhagens celulares de pré-adipócitos têm dificuldade em se diferenciar em adipócitos. Os pré-adipócitos apresentam marcadores de superfície CD45− CD31− CD34+ CD29+ SCA1+ CD24+ que podem proliferar e se diferenciar em adipócitos in vivo.

### Modelos de diferenciação in vitro
| Linha Celular                                                                                           | Origem                                                                          | Protocolo de Diferenciação                                            |
| --- | ------------------------------------------------------------------------------- | --------------------------------------------------------------------- |
| Pré-adipócitos comprometidos                                                                            |                                                                                 |                                                                       |
| 3T3-L1                                                                                                  | Subclone do Swiss 3T3                                                           | FBS+ I+ D+ M                                                          |
| 3T3-F442A                                                                                               | Subclone do Swiss 3T3                                                           | FBS + I                                                               |
| Ob17 | Adipócitos diferenciados da gordura epididimal de camundongos C57BL/6J ob/ob    | FBS + I + T3                                                          |
| TA1 | Subclone de C3H10T1/2                                                           | FBS + D + I                                                           |
| 30A5 | Subclone de C3H10T1/2                                                           | FBS + D + M + I                                                       |
| 1246 | Subclone adipogênico da linha celular de teratocarcinoma de camundongo CH3 T984 | D + M + I                                                             |
| Não comprometido com potencial adipogênico                                                              |                                                                                 |                                                                       |
| NIH3T3                                                                                                  | Células embrionárias de camundongo NIH Swiss                                    | Expressão ectópica de PPAR-gama, C/EBP-alfa ou C/EBP-beta + D + M + I |
| Swiss 3T3                                                                                               | Células embrionárias de camundongo suíço                                        | Expressão ectópica de C/EBP-alfa                                      |
| Balb/3T3                                                                                                | Células embrionárias de camundongo Balb/c                                       | Expressão ectópica de C/EBP-alfa                                      |
| C3H 10T1/2                                                                                              | Células embrionárias de camundongo C3H                                          | Ligante PPAR-gama                                                     |
| Kusa 4b10                                                                                               | linhagem de células estromais da medula óssea de camundongo                     | FBS + I + D + M                                                       |
| C2C12                                                                                                   | Músculos da coxa de camundongos C3H                                             | Tiazolidinedionas                                                     |
| G8 | Músculos dos membros posteriores do feto de camundongo suíço webster            | Expressão ectópica de PPAR-gama + CEBP/alfa + D + I                   |
| FBS = Soro Fetal Bovino, D = Dexametasona, I = Insulina, M = Metilisobutilxantina, T3 = Triiodotironina |                                                                                 |                                                                       |

## Regulamentos transcricionais

### PPARγ
PPARγ é um membro da superfamília de receptores nucleares e é o principal regulador da adipogênese. O PPARγ heterodimeriza com o receptor retinoide X (RXR) e então se liga ao DNA, que ativa os promotores dos genes posteriores. PPARγ induz genes específicos de células de gordura, incluindo aP2, adiponectina e fosfoenolpiruvato carboxiquinase (PEPCK). A ativação do PPARg tem efeitos em vários aspectos das características dos adipócitos maduros, como alterações morfológicas, acúmulo de lipídios e aquisição de sensibilidade à insulina. O PPARγ é necessário e suficiente para promover a diferenciação das células de gordura. O PPARγ é necessário para a diferenciação das células-tronco embrionárias (células ES) em adipócitos. A expressão do próprio PPARγ é suficiente para converter fibroblastos em adipócitos in vitro. Foi demonstrado que outros fatores pró-adipogênicos, como C/EBPs e fatores semelhantes a Krüppel (KLFs), induzem o promotor PPARγ. Além disso, o PPARγ também é necessário para manter a expressão de genes que caracterizam o adipócito maduro. Tiazolidinedionas (TZDs), agentes antidiabéticos que apresentam um coquetel de diferenciação bem utilizado in vitro, promovendo a atividade do PPARγ.
C/EBPs, fatores de transcrição, são membros da classe de zíper de leucina básica. O AMPc, um indutor da adipogênese, pode promover a expressão de C/EBPβ e C/EBPδ. No estágio inicial da diferenciação, acredita-se que o aumento transitório dos níveis de mRNA e proteína C/EBPβ e C/EBPδ ativa os fatores de transcrição adipogênicos, PPARγ e C/EBPα. PPARγ e C/EBPα podem retroalimentar-se para induzir a expressão um do outro, bem como dos seus genes posteriores. C/EBPα também desempenha um papel importante na sensibilidade à insulina dos adipócitos. Entretanto, C/EBPγ suprime a diferenciação que pode ser devida à inativação por C/EBPβ.

### Cascata transcricional
Embora PPARγ e C/EBPα sejam os principais reguladores da adipogênese, outros fatores de transcrição atuam na progressão da diferenciação. O fator de determinação e diferenciação de adipócitos 1 (ADD1) e a proteína de ligação ao elemento regulador de esterol 1 (SREBP1) podem ativar o PPARγ pela produção de um ligante endógeno do PPARγ ou promover diretamente a expressão do PPARγ. A proteína de ligação ao elemento responsivo ao AMPc promove a diferenciação, enquanto a ativação de PPARγ e C/EBPα também responde à regulação negativa. O fator de ligação ao fator de células T/intensificador linfoide (TCF/LEF), GATA2/3, receptor de ácido retinóico α, e SMAD6/7 não afetam a expressão de C/EBPβ e C/EBPδ, mas inibem a indução de PPARγ e C/EBPα.

## Outros regulamentos
Produtos do sistema endócrino, como insulina, IGF-1, AMPc, glicocorticóide e triiodotironina induzem efetivamente a adipogênese em pré-adipócitos.

### Insulina e IGF1
A insulina regula a adipogênese por meio da sinalização do receptor do fator de crescimento semelhante à insulina 1 (IGF1). A insulina/IGF1 promove os fatores de transcrição de indução que regulam a diferenciação terminal.

### Sinalização WNT
A sinalização Wnt/β-catenina suprime a adipogênese, promovendo a diferenciação de células-tronco mesenquimais em miócitos e osteócitos, mas bloqueando o comprometimento com a linhagem adipocítica. Wnt/β-catenina inibe a diferenciação de pré-adipócitos ao inibir a indução de PPARγ e C/EBPα.

### BMPs
As proteínas morfogenéticas ósseas (BMPs) são membros da superfamília do fator de crescimento transformador β (TGFβ). A BMP2 pode estimular a determinação de células multipotentes ou induzir a osteogênese por meio de diferentes heterômeros receptores. As BMPs também promovem a diferenciação de pré-adipócitos.

### Células senescentes
Foi demonstrado que células progenitoras adiposas senescentes no tecido adiposo subcutâneo suprimem a diferenciação adipogênica. A redução da adipogênese em pessoas obesas é devida ao aumento de células senescentes no tecido adiposo, e não à redução do número de células-tronco/progenitoras.